# Umm Salal Stadium
Das Umm Salal Stadium  (arabisch ملعب أم صلال) war ein geplantes Fußballstadion in der katarischen Stadt Umm Salal. Das Stadion war als Austragungsort der Fußball-Weltmeisterschaft 2022 vorgesehen und sollte Platz für 45.120 Zuschauer bieten. Das Stadion sollte an ein Arabisches Kastell erinnern und als Heimstätte des Umm-Salal Sport Club dienen, die bis dahin ihre Heimspiele im Al-Gharafa Stadium austragen haben und die Sportstätte mit dem al-Gharafa Sports Club teilen. In der Bewerbung von Katar waren noch 12 Stadien (mit dem Umm Salal Stadium) für das Turnier vorgesehen. Später wurde die Zahl, nach Kritik an 12 großen Stadien für ein kleines Land wie Katar, auf acht Stadien reduziert.